# Дощатые фермы с соединением в узлах на металлических зубчатых пластинах
Дощатые фермы с соединением в узлах на металлических зубчатых пластинах  — деревянные фермы, выполненные из обрезной доски, соединенной в узлах металлическими зубчатыми пластинами. 

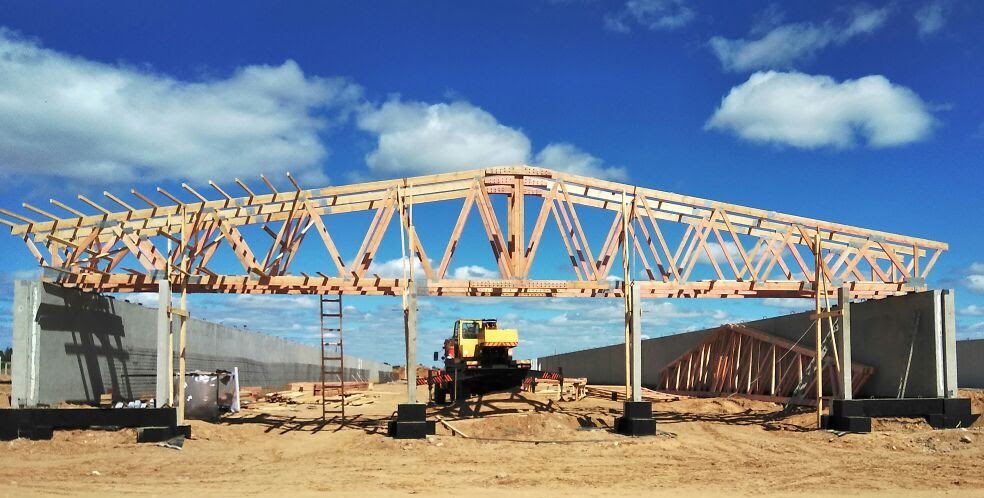
Деревянная ферма на МЗП, пролет 24 метра

## История
Деревянные фермы на металлических зубчатых пластинах (МЗП) начали производить в конце 50х годов 20 века в США, одновременно с разработкой фирмой Gang Nails (впоследствии – MiTek Industries) самих МЗП.

## Применение
Деревянные фермы на МЗП используются при строительстве крыш и перекрытий на объектах промышленного и гражданского строительства. В зависимости от перекрываемого пролета, данный тип ферм конкурирует с классическими стропильными системами, металлическими фермами, ЛСТК конструкциями.
- Применение ферм устраняет необходимость монтажа отдельного чердачного перекрытия – потолок верхнего этажа формируется нижним поясом фермы.
- Основной материал при изготовлении фермы – обрезная доска, значительно дешевле клееной древесины, или металла. Возможность перекрывать пролеты вплоть до 30 метров без дополнительных опор.
- Произвольная архитектура фермы, включая мансардные и чердачные решения.
- Заводская сборка – высокая точность геометрии и повторяемость ферм. При этом сохраняется возможность самостоятельного монтажа конструкций.

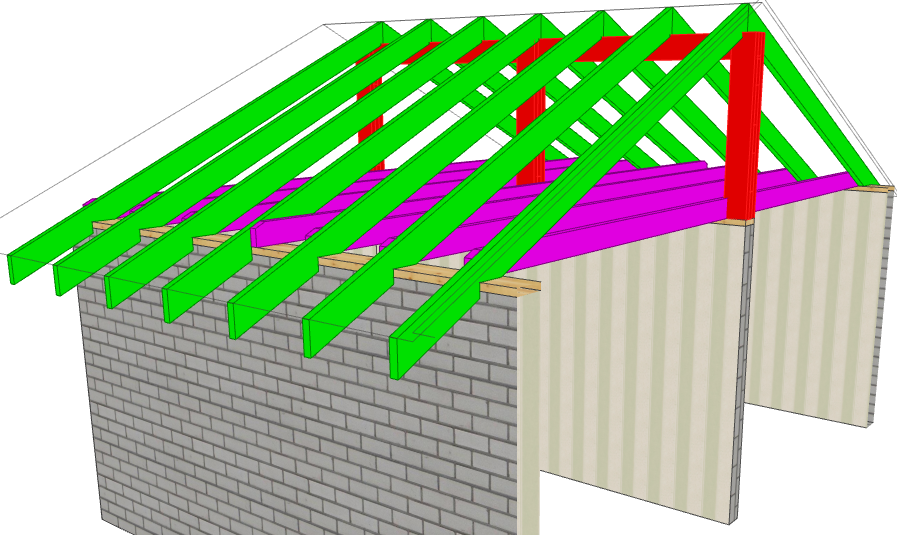
Классическая стропильная система двускатной крыши частного дома
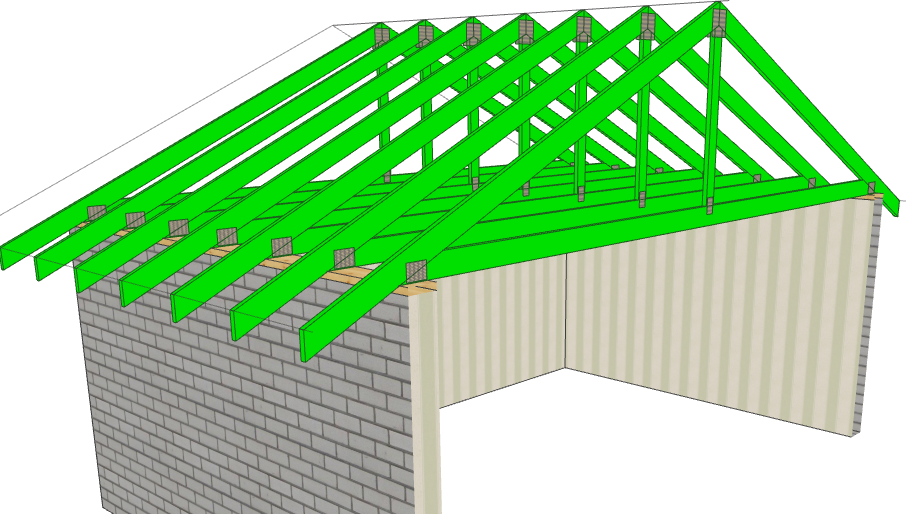
Двускатная крыша на фермах для частного дома
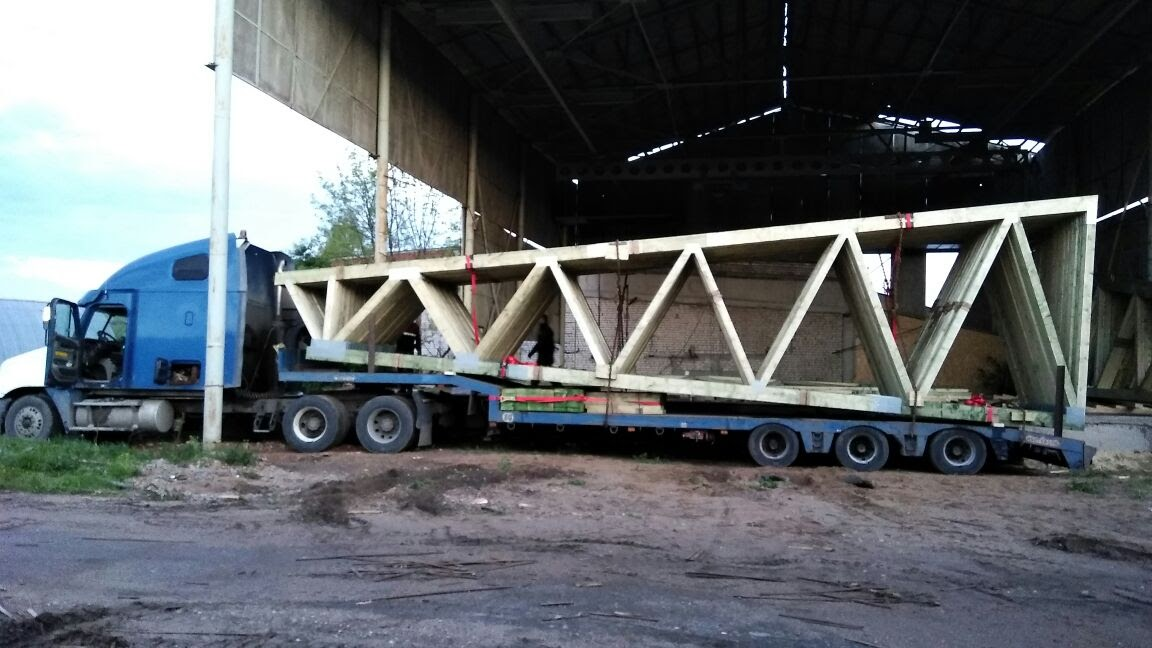
Большепролетные деревянные фермы на МЗП, транспортировка отправочными марками

## Проектирование
Проектирование деревянных ферм на МЗП пластинах осуществляется в соответствии с  СП 64.13330.2017 "Деревянные конструкции" в России и Eurocode 5 Design of timber structures в Европе.
В связи с высокой трудоемкостью, расчет узловых соединений на металлических зубчатых пластинах обычно проводится при помощи программных комплексов. Известны программные комплексы для проведения таких расчетов: Pamir от фирмы MiTek Industries и APM Civil Ingeneering от фирмы НТЦ "АПМ"

## Материалы
Для изготовления деревянных ферм на МЗП используется обрезная доска хвойной древесины не хуже 2 сорта по ГОСТ 8486 "Пиломатериалы хвойных пород". Все элементы фермы находятся в одной плоскости и соединяются металлическими зубчатыми пластинами.
Кроме общих требований о качестве материалов, актуальны и следующие:
- Не должно быть зазора между деревянными элементами фермы свыше 1 мм.
- Пластина должна быть запрессована в древесину на всю длину зуба.
- При производстве фермы должны быть использованы соединительные пластины той марки и тех размеров, что использовались при расчете.

## Производство
Деревянные фермы на МЗП пластинах, в отличие от других типов ферм, изготавливают в заводских условиях. Это обусловлено тем, что запрессовку металлических зубчатых пластин необходимо производить специализированным гидравлическим прессом с использованием кондукторов, которые обеспечат необходимую точность сборки.

## Конструктивные решения
Деревянные фермы на МЗП позволяют решать практически любые стандартные типы крыш - односкатные, двускатные, вальмовые, мансардные и чердачные.

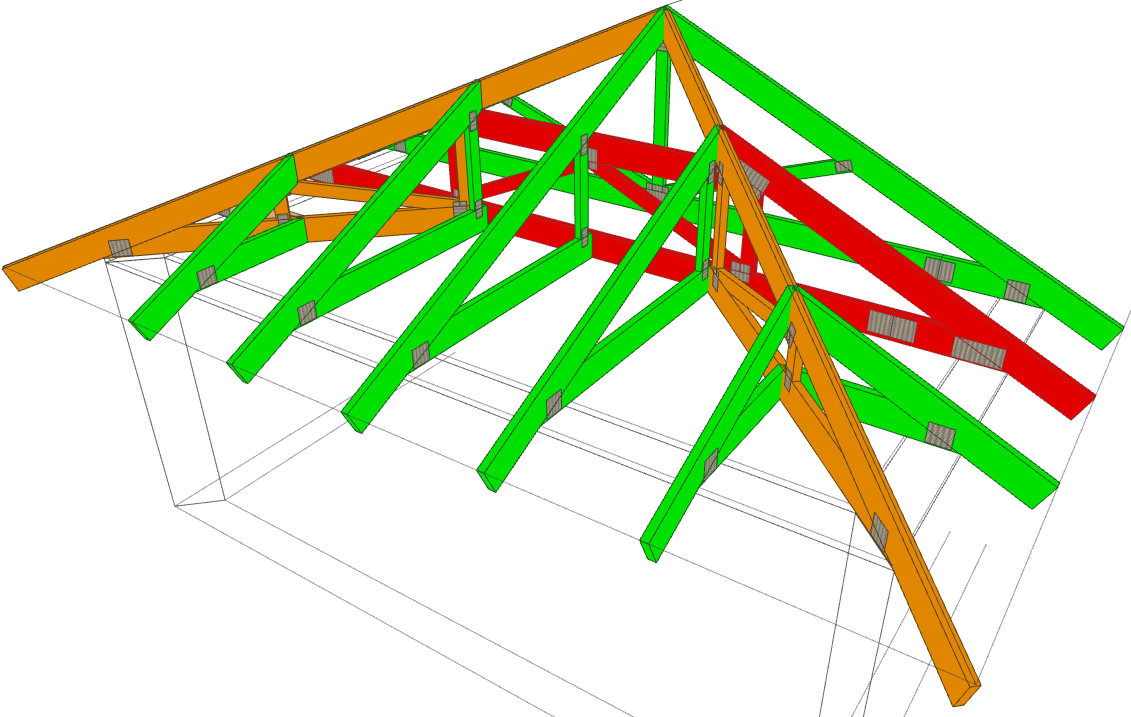
Решение вальмовой крыши деревянными фермами
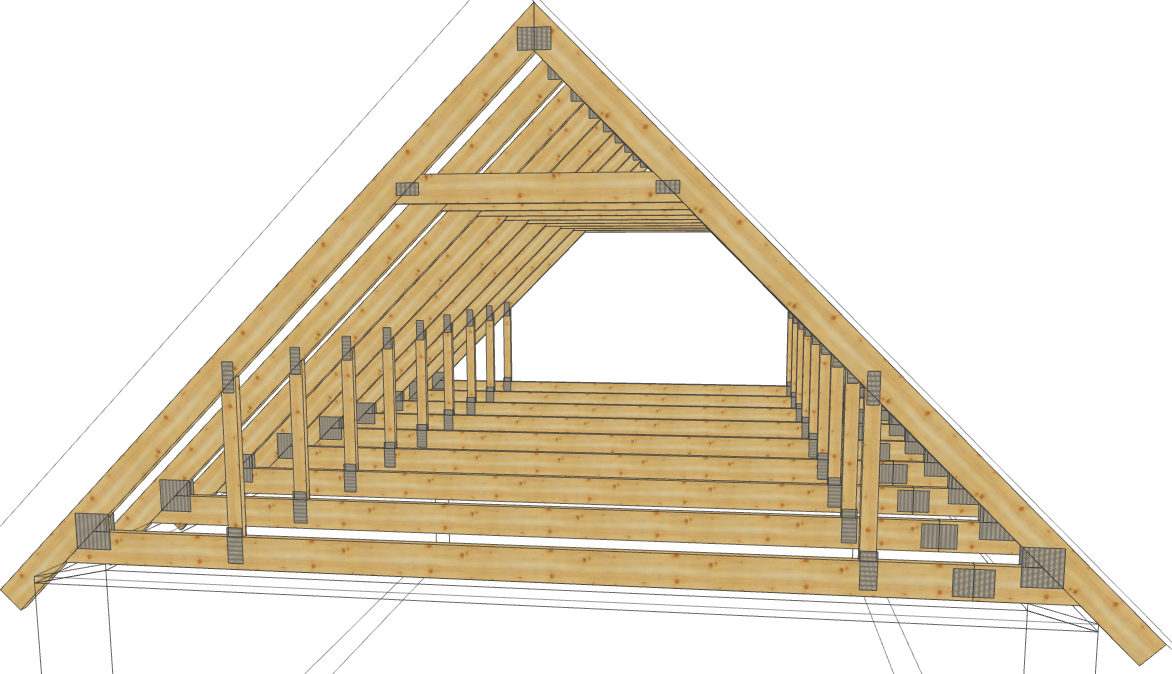
Решение двускатной мансардной крыши деревянными фермами
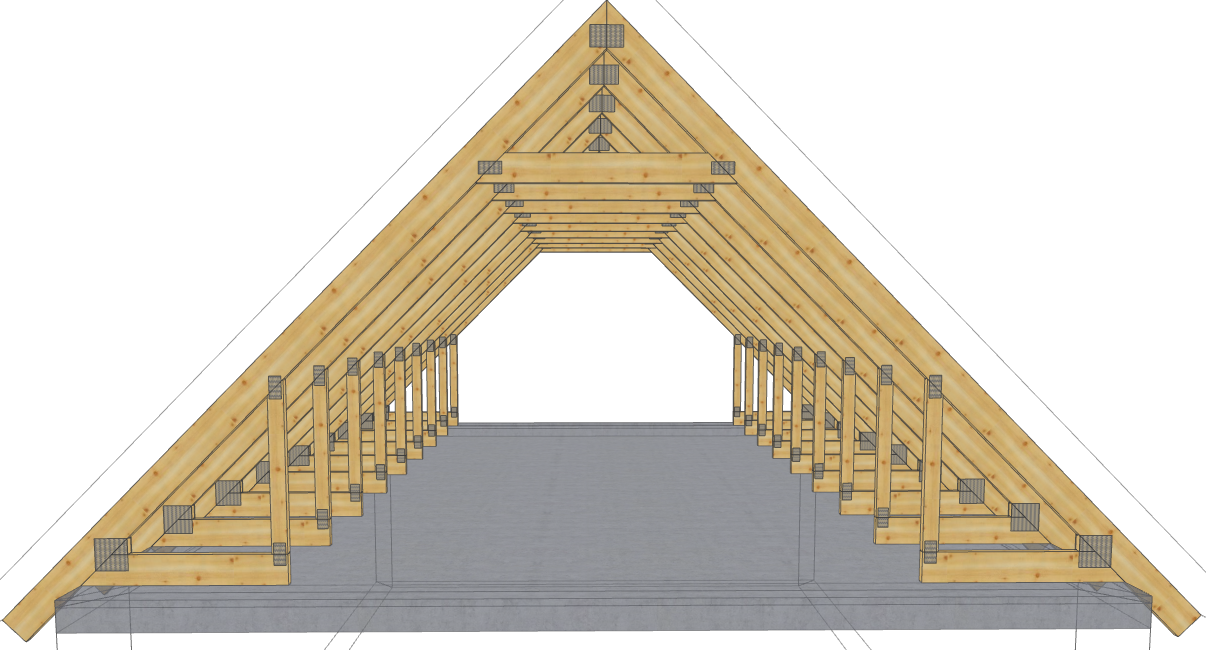
Решение двускатной мансардной крыши по бетонному перекрытию деревянными фермами